# یوسی میمن
یوسی میمن (عبری: יוסי מימן‎؛ ۸ فوریه ۱۹۴۶ – ۹ اکتبر ۲۰۲۱ (aged 75)) کارآفرین اهل اسرائیل بود.